# Isaac Oliver

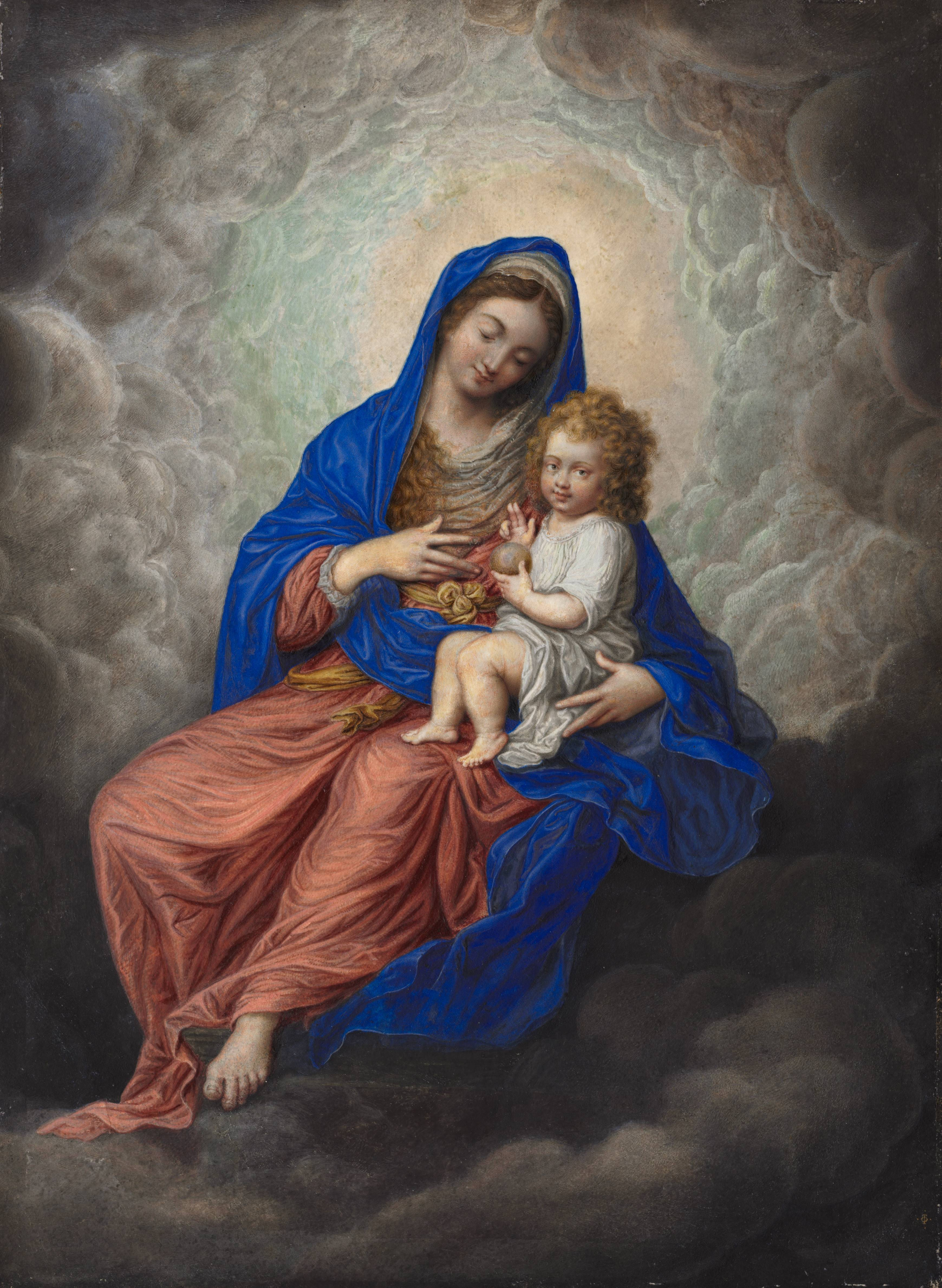
Isaac Oliver – Madonnan och Barnet (cirka 1610). Beaverbrook Art Gallery, New Brunswick.

Isaac Oliver, född cirka 1560 i Rouen, död 1617 i London, var en brittisk miniatyrmålare. Han härstammade från de franska hugenotterna och var far till Peter Oliver.
Oliver studerade för Nicholas Hilliard och blev med tiden sin lärares främste rival med en porträttstil som var mindre linjär än Hilliards.
Oliver anslöt sig till Holbeinskolan och dess krav på detaljerad realism. Han var hovets porträttör under Elisabeth I, på Nationalmuseum finns fem porträtt av Oliver, bland annat av Arabella Stuart och Karl I som barn.